# Christoph Keller (Künstler)
Christoph Keller (* 1967 in Freiburg im Breisgau) ist ein deutscher Künstler.

## Leben und Wirken
Keller studierte von 1987 bis 1992 Mathematik, Physik und Hydrologie in Freiburg, Berlin und Santiago de Chile. Von 1993 bis 1996 war Keller Mitglied der interdisziplinären Gruppe Botschaft e. V. Berlin. Von 1993 bis 1995 studierte er Kunst an der Hochschule der Künste Berlin, bei Katharina Sieverding, gefolgt von einem postgradualen Studiengang an der Kunsthochschule für Medien Köln. Seit 1994 zahlreiche Ausstellungen im In- und Ausland.
Ein zentrales Thema der künstlerischen Arbeiten von Christoph Keller ist die Untersuchung der Wissenschaften und ihrer Randgebiete, den sogenannten Grenzwissenschaften und der Scharlatanerie. Im Rahmen des „Cloudbuster-Project“ (2003) reproduzierte er die Experimente Wilhelm Reichs zur Beeinflussung der Atmosphäre mit Orgonenergie. Spätere Projekte untersuchen die Hypnose und Kinematografie („Hypnosis-Film-Project“, 2006) sowie Verschwörungstheorien im Internet („The Chemtrails Phenomenon“ 2006, „The Whole Earth“ 2007). Für 2017/2018 wurde ihm ein Stipendium in der Villa Massimo in Rom zuerkannt.
Keller lebt und arbeitet in Berlin.

## Ausstellungen (Auswahl)

### Einzelausstellungen
- 2010 Verbal / Nonverbal, Esther Schipper, Berlin
- 2010 Voyages Extraordinaire, CRAC Alasace
- 2008 Observatorium, Kunstverein Braunschweig[1]
- 2007 Observatoires, Esther Schipper, Berlin
- 2006 The Mesmer-Room, Galerie Gabrielle-Maubrie, Paris
- 2003/04 Cloudbuster-Projekt, Schipper & Krome, Berlin
- 2001 Christoph Keller - Encyclopaedia Cinematographica, KW-Berlin

### Gruppenausstellungen
- 2012 L’Institut des archives sauvages, Villa Arson, Nizza
- 2011 A Terrible Beauty Is Born, Lyon Biennale, Lyon
- 2009 7. Bienal do Mercosul, Porto Alegre
- 2009 Bienal Fin del Mundo, Ushuaia, Patagonien
- 2007 Made in Germany, Sprengel-Museum Hannover
- 2006 on the move, Westfälischer Kunstverein, Münster
- 2005 24-Hour Incidental, Swiss Institute, New York
- 1999 Children of Berlin, PS1 Center for Contemporary Art, New York
- 1998 Berlin/Berlin, 1. Berlin Biennale, Berlin